# 1re armée (France)
Pour les articles homonymes, voir 1re armée et Armée du Rhin.
La 1re armée française est une unité de l'armée de terre française qui a combattu durant les Première et Seconde Guerres mondiales.
C'est l'une des cinq armées créées et mises sur le pied de guerre par le Grand Quartier général lors du déclenchement du plan XVII en réponse à l’attaque allemande d’août 1914.
Cette armée a été dissoute en 1993.

## Création et différentes dénominations
- 2 août 1914 : la 1re armée est créée en application du plan XVII.
- novembre 1918 : la 1re armée est dissoute après l'armistice du 11 novembre.
- 3 septembre 1939 : la 1re armée est recréée à la mobilisation générale.
- juillet 1940 : la 1re armée est à nouveau dissoute après l'armistice du 22 juin.
- 25 septembre 1944 : l'armée "B" est renommée 1re armée.
- 1993 : la 1re armée est définitivement dissoute.

## Commandement

### Les chefs de la1rearmée
- 2 août 1914 - 5 janvier 1915 : général Dubail
- 5 janvier 1915 - 16 mars 1916 : général Roques
- 25 mars - 31 mars 1916 : général Mazel, par intérim
- 31 mars - 31 décembre 1916 : général Gérard
- 31 décembre 1916 - 6 mai 1917 : général Fayolle
- 6 mai - 1er juin 1917 : général Micheler
- 1er juin - 15 juin 1917 : général Gouraud
- 15 juin - 21 décembre 1917 : général Anthoine
- 21 décembre 1917 - novembre 1918 : général Debeney

- 3 septembre 1939 - 26 mai 1940 : général Georges Blanchard
- 26 mai - 29 mai 1940 : général Prioux

### Chefs d'état-major
- 2 août - 17 septembre 1914 : général Demange
- 17 septembre 1914 - 6 janvier 1915 : général Debeney
- 6 janvier - 3 août 1915 : général Micheler
- 3 août 1915 - 2 janvier 1917 : colonel Serot Almeras Latour
- 2 janvier - 1er mars 1917 : colonel Duval
- 1er mars - 7 mai 1917 : lieutenant-colonel Oudry
- 7 - 26 mai 1917 : lieutenant-colonel Belhague
- 26 mai 1917 - 16 janvier 1918 : colonel Peschart d'Ambly
- 16 janvier - : général Hucher

## Première Guerre mondiale
À la mobilisation, en août 1914, elle est composée de cinq corps d'armée : les VIIe, VIIIe, XIIIe, XIVe et XXIe, deux divisions de cavalerie et une division de réserve d'infanterie. Elle est commandée par le général Dubail, réputé comme un géographe éminent et comme un technicien pour qui la topographie des Vosges n'avait aucun secret. 
Elle est massée entre Belfort et la ligne générale Mirecourt-Lunéville, son quartier général se trouvant à Épinal. Sa zone d'action est comprise entre la frontière Suisse, au Sud, et la ligne Bainville-aux-Miroirs, Bayon, Lunéville, Lagarde et Dieuze, au Nord.
En août 1914, elle constitue l'armée d'aile droite et doit attaquer dans la direction générale Baccarat-Sarrebourg-Sarreguemines, la droite du gros de ses forces suivant la crête du massif des Vosges et son extrême-droite dans la plaine d'Alsace pour appuyer au Rhin le dispositif général.

### Composition à la mobilisation

#### 7ecorpsd'armée
Venant de Besançon, il est composé de deux divisions d'infanterie et d'éléments organiques de corps d'armée, sous le commandement direct du général commandant le corps d'armée.
- 14e division d'infanterie
- 63e division d'infanterie
- Régiments d'Infanterie (rattachés au VIIe CA) :
  - 352e régiment d'infanterie
  - 44e régiment d'infanterie de ligne
  - 45e bataillon de chasseurs à pied
  - 47e bataillon de chasseurs alpins
  - 63e bataillon de chasseurs alpins
  - 64e bataillon de chasseurs alpins
  - 67e bataillon de chasseurs alpins
- Cavalerie (rattachée au VIIe CA) :
  - 11e régiment de chasseurs (4 escadrons)
- Artillerie (rattachée au VIIe CA) :
  - 5e régiment d'artillerie de campagne (4 groupes 75)
- Génie (rattaché au VIIe CA) :
  - 7e régiment du génie (compagnies 7/3, 7/4, 7/16, 7/21)
- Autres (rattaché au VIIe CA) :
  - 7e escadron du train des équipages militaires
  - 7e section de secrétaires d'état-major et du recrutement
  - 7e section d'infirmiers militaires
  - 7e section de commis et ouvriers militaires d'administration

#### 8ecorpsd'armée
Venu de la région de Bourges, il était composé de Berrichons, de Bourguignons, de Nivernais. Il comptait dans ses effectifs le 1er régiment d'artillerie : c'était l'ancien régiment des fusiliers du roi, qui s'illustra à la défense de Huningue, et dont il est écrit : « Les canonniers du 1er régiment ont fait des prodiges de valeur qui ont excité l'admiration même de l'ennemi. »
- 15e division d'infanterie
- 16e division d'infanterie
- Régiments d'Infanterie (rattachés au VIIIe CA) :
  - 210e régiment d'infanterie
  - 227e régiment d'infanterie
- Cavalerie (rattachée au VIIIe CA) :
  - 16e régiment de chasseurs (4 escadrons)
- Artillerie (rattachée au VIIIe CA) :
  - 37e régiment d'artillerie de campagne (4 groupes 75)
- Génie (rattaché au VIIIe CA) :
  - 4e régiment du génie (compagnies 8/3, 8/4, 8/ 16, 8/21)
- Autres (rattaché au VIIIe CA) :
  - 8e escadron du train des équipages militaires
  - 8e section de secrétaires d'état-major et du recrutement
  - 8e section d'infirmiers militaires
  - 8e section de commis et ouvriers militaires d'administration

#### 13ecorpsd'armée
Représentant la région de Clermont-Ferrand, il était composé en majorité d'Auvergnats.
- 25e division d'infanterie
- 26e division d'infanterie
- Régiments d'Infanterie (rattachés au XIIIe CA) :
  - 41e bataillon de chasseurs à pied
  - 43e bataillon de chasseurs à pied
  - 50e bataillon de chasseurs à pied
  - 71e bataillon de chasseurs à pied
- Cavalerie (rattachée au XIIIe CA) :
  - 3e régiment de chasseurs (4 escadrons)
- Artillerie (rattachée au XIIIe CA) :
  - 54e régiment d'artillerie de campagne (4 groupes 75)
- Génie (rattaché au XIIIe CA) :
  - 4e régiment du génie (compagnies 13/3, 13/4, 13/16, 13/21)
- Autres (rattaché au XIIIe CA) :
  - 13e escadron du train des équipages militaires
  - 13e section de secrétaires d'état-major et du recrutement
  - 13e section d'infirmiers militaires
  - 13e section de commis et ouvriers militaires d'administration

#### 14ecorpsd'armée
Il représentait la région de Lyon et de Grenoble et était composé de Dauphinois et de Savoyards.
- 27e division d'infanterie
- 28e division d'infanterie
- Cavalerie (rattachée au XIVe CA) :
  - 9e régiment de hussards (4 escadrons)
- Artillerie (rattachée au XIVe CA) :
  - 6e régiment d'artillerie de campagne (4 groupes 75)
- Génie (rattaché au XIVe CA) :
  - 4e régiment du génie (compagnies 14/3, 14/6, 14/ 16, 14/21)
- Autres (rattaché au XIVe CA) :
  - 14e escadron du train des équipages militaires
  - 14e section de secrétaires d'état-major et du recrutement
  - 14e section d'infirmiers militaires
  - 14e section de commis et ouvriers militaires d'administration

#### 21ecorpsd'armée
Il venait d'être constitué, en application de la plus récente loi militaire, à Épinal. Il se recrutait en Haute-Marne, en Haute-Saône, parmi lesquels, des Lorrains et des Vosgiens qui, toujours, avaient été entraînés aux plus durs combats d'avant-garde
- 13e division d'infanterie
- 43e division d'infanterie
- Cavalerie (rattachée au XXIe CA):
  - 4e régiment de chasseurs à cheval (4 escadrons)
- Artillerie (rattachée au XXIe CA):
  - 59e régiment d'artillerie de campagne (4 groupes)
- Génie (rattaché au XXIe CA):
  - 11e régiment du génie (compagnies 21/3, 21/4, 21/16, 21/21)
- Autres (rattaché au XXIe CA):
  - 21e escadron du train des équipages militaires
  - 21e section de secrétaires d'état-major et du recrutement
  - 21e section d'infirmiers militaires
  - 21e section de commis et ouvriers militaires d'administration

#### Éléments d'Armée
Artillerie
5e régiment d'artillerie lourde
- 2 groupes de 120
- 2 groupes de 155

Cavalerie
- 6e division de cavalerie
- 8e division de cavalerie

Génie
- Compagnie de pontonniers 23/1 du 7e régiment du génie
- Compagnie de sapeurs télégraphistes no 1

Escadrilles aéronautiques
- Blériot : BL3, BL9, BL10, BL11
- Breguet : Br.17
- Farman : MF5

### Historique

#### 1914
- 2 - 14 août : concentration dans la vallée de la Moselle et la haute vallée de la Meurthe ; couverture par les 7e et 21e corps d'armée et par les 6e et 8e division de cavalerie ; de la frontière suisse à Xures (2e armée) sur la ligne Belfort, col de Bussang, col de la Schlucht, Fraize, Senones, Badonviller, Blâmont.

7 - 11 août : bataille d'Alsace, offensive en Haute Alsace, prise de Mulhouse puis repli en direction de Belfort. À partir du 8 août occupation des cols des Vosges centrales. Le 11 août, création de l'armée d'Alsace, limite droite de la 1re armée ramenée au col de la Schlucht.
- 14 - 25 août : offensive en direction de Schirmeck et de Sarrebourg : progression sur le front Sainte-Marie-aux-Mines, Schirmeck, Walscheid, Gosselming.

20 août : bataille de Sarrebourg. À partir du 21 août, repli sur la ligne Provenchères-sur-Fave, Ban-de-Sapt, Moyenmoutier, Pierre-Percée, Baccarat, Roville-aux-Chênes, Damas-aux-Bois, Borville (2e armée).
- 25 août - 11 septembre : bataille de la Mortagne, reprise de l'offensive ; progression jusqu'à la ligne Saint-Blaise-la-Roche, Grandrupt, abords de Raon-l'Étape, Bazien, Seranville (2e armée). Puis le 28 août, devant l'offensive allemande, repli sur la ligne col du Bonhomme, col d'Anozel, Nompatelize, Saint-Benoît-la-Chipotte, Roville-aux-Chênes, la Mortagne, Seranville (2e armée), arrêt de l'offensive allemande.

28 août : dissolution de l'armée d'Alsace, limite droite reportée à la frontière suisse.
- 11 - 21 septembre : poursuite des troupes allemandes en repli et stabilisation de la ligne de front sur Coinches, Saint-Jean-d'Ormont, Moyenmoutier, la Verdurette et Marainviller. À partir du 16 septembre, extension du front à gauche jusqu'à Pont-à-Mousson, par suite du déplacement à gauche de la 2e armée, puis à partir du 19 septembre, nouvelle extension jusqu'à Montsec (3e armée) par suite du retrait de la 2e armée.
- 21 septembre - 13 octobre : bataille de Flirey, offensive allemande en Woëvre et sur la boucle de Saint-Mihiel, le 25 septembre perte de Saint-Mihiel ; combats violents sur le front Limey, bois de Mort Mare, Apremont-la-Forêt, bois d'Ailly, Chauvoncourt.

29 septembre : limite gauche (3e armée à Kœur-la-Grande. À partir du 13 octobre, stabilisation du front.
- 13 octobre 1914 - 8 février 1915 : à partir du 13 octobre, stabilisation du front.

3 novembre : limite gauche portée à Maizey (3e armée).
14 décembre : front limité à gauche à Kœur-la-Grande (3e armée).

#### 1915
- 8 février : à partir de cette date, limite droite ramenée à Pont-à-Mousson (2e groupe de division de réserve). limite gauche portée à la Meuse (3e armée).
- 11 mars : le détachement d'armée de Lorraine remplace le 2e groupe de division de réserve.
- 3 avril : réduction du front à gauche jusqu'à Trésauvaux (limite avec la place de Verdun qui passe au G.P.E.).
- 4 avril : introduction du détachement d'armée Gérard entre la 1re armée et la place de Verdun.
- 5 avril au 5 mai : engagée dans la première bataille de Woëvre ; attaques françaises et contre-attaques allemandes sur tout le front de l'armée, en particulier au bois le Prêtre, à Remenauville, au bois d'Ailly et aux Éparges.

15 avril : extension du front à gauche jusqu'à la Meuse (3e armée au nord de Verdun (affectation à la 1re armée du détachement d'armée Gérard et de la place de Verdun.
- 8 mai : extension du front, à gauche jusqu'à Béthincourt (3e armée).
- 10 août : réduction du front à gauche jusqu'à Kœur-la-Grande (Région Fortifiée de Verdun de nouvelle création).

#### 1916
- 1er février : front étendu à gauche jusqu'aux Paroches (R.F.V.).
- 26 février : la 2e armée remplace à gauche la R.F.V.
- 18 mars : limite gauche portée au ruisseau de Dompcevrin (2e armée).
- 26 - 29 octobre : retrait du front et transport par V.F. à Verberie.
- 29 octobre : à partir de cette date, occupation d’un secteur entre le bois des Loges (10e armée) et Pernant (5e armée).
- 15 novembre : introduction de la 3e armée à la gauche de la 1re armée.

#### 1917
- 6 janvier : introduction de la 6e armée à la droite de la 1re armée (limite droite maintenue à Pernant).
- 16 - 22 mars : repli allemand, poursuite des troupes allemandes sur les deux rives de l'Oise, occupation successive de Lassigny, de Noyon, de Chauny et de Tergnier. Progression ves le canal de Saint-Quentin et jusqu'à la rive gauche de l'Ailette de Pont-Saint-Mard à Remigny.

17 mars : limite avec la 3e armée sur une ligne Candor, Arrest, Guiscard.
19 mars : limite avec la 3e armée sur une ligne Guiscard, Cugny, Moy.
- 22 mars - 16 avril : retrait du front, maintenue disponible dans la zone est de Paris, entre la Seine et la Marne.
- 16 avril - 13 juin : tenue prête au nord de la Marne, à intervenir en vue de la rupture dans la bataille du Chemin des Dames.
- 13 juin - 13 décembre : transport vers les Flandres et à partir du 16 juin, mise à la disposition du commandant en chef de l'armée britannique.

7 juillet : à partir de cette date, occupation du front compris entre Boezinge et Steenstrate (étendu le 11 juillet jusqu'à Noordschote) en liaison avec l'armée britannique à droite et belge à gauche.
31 juillet : engagée dans la bataille de Passchendaele, série d'attaques franco-allemandes, les 31 juillet, 16 août, 9, 26 et 27 octobre. Au cours de ces actions, prise de Bikschote et de Aschhop et progression dans la forêt de Houthulst.
- 13 décembre 1917 - 5 janvier 1918 : retrait du front, transport vers Toul ; repos.

#### 1918
- 5 janvier - 26 mars : occupation d'un secteur allant de la région nord de Clémery, jusqu'à Maizey entre la 8e armée à droite et la 2e armée (à gauche).
- 26 mars - 8 août : retrait du front, transport rapide en Picardie. Engagée aussitôt dans la bataille de l'Avre (2e bataille de Picardie) entre la 3e armée à droite et l'armée britannique à gauche sur le front jalonné par la route reliant Nesle, Roye, Montdidier et par les localités de Guerbigny, Bouchoir et Caix ; résistance à l'offensive allemande d'abord entre la Luce et la route Roye et Montdidier, puis sur l'Avre.

27 mars : perte de Montdidier et le 30 mars Moreuil.
avril : organisation et défense de la ligne Ayencourt (3e armée), Grivesnes, Rouvrel, Hangard. Puissantes actions de part et d'autre : 4 et 24 avril attaques allemandes ; 5 et 26 avril contre-attaques françaises et britanniques.
1er mai : limite gauche portée dans la région de Villers-Bretonneux (armée britannique).
12 juillet - 4 août : à la suite du repli allemand, progression sur l'Avre.
2 août : limite gauche ramenée sur la route reliant Amiens à Roye (armée britannique).
- 8 - 19 août : engagée avec l'armée britannique dans la bataille d'Amiens, progression dans la direction de Roye jusqu'à la ligne Beuvraignes (3e armée, abords de Roye, Goyencourt (armée britannique). À partir du 16 août, organisation des positions conquises, actions locales.

19 août : extension du front, à gauche dans la région de Lihons (armée britannique).
- 27 août - 10 septembre : reprise de l'offensive, progression jusqu'au front Écuvilly, Ercheu, est de Nesle, Épénancourt. Puis à partir du 30 août, engagée dans la poussée vers la ligne Hindenburg ; progression en liaison avec l'armée britannique jusqu'au front Remigny, abords ouest de Saint-Quentin.
- 10 - 26 septembre : bataille de Savy-Dallon (prise des avancées de la position Hindenburg, à l'ouest de Saint-Quentin).

14 septembre : extension du front à droite jusque vers Barisis-aux-Bois (10e armée) par suite du retrait de la 3e armée.
- 26 septembre - 14 octobre : bataille de Saint-Quentin et progression vers l'Oise jusqu'à la ligne Seboncourt, Boukincamp, Bernoville, abords de l'Oise.
- 14 - 16 octobre : repli allemand entre Oise et la Sensée.
- 16 - 20 octobre : bataille de Mont d'Origny, franchissement de l'Oise.
- 20 - 30 octobre : engagée dans la bataille de la Serre : progression jusqu'à la région nord de Crécy-sur-Serre et est de Wassigny.

27 octobre : liaison à droite avec la 3e armée qui remplace la 10e armée.
30 octobre : combats au sud-est de Guise.
- 4 - 6 novembre : engagée dans la seconde bataille de Guise. Le 5 novembre, prise de Guise.
- 6 - 11 novembre : bataille de Thiérache (poussée vers la Meuse) ; poursuite par Hirson, La Capelle et la forêt du Nouvion, vers la forêt de Signy-le-Petit, le bois de Thiérache et la forêt de Trélon.

## Seconde Guerre mondiale
En mai 1940, la 1re armée, commandée par le général Blanchard, est subordonnée au groupe d'armées no 1 du général Billotte. Le général Prioux prend la tête de la 1re armée le 26 mai 1940, mais est capturé trois jours plus tard le 29.   

### Composition au10 mai 1940
- Groupe de bataillons de chars 515 : (lieutenant-colonel Boissieres)
formé le 2 septembre 1939 avec les 13e et 35e BCC. 
  - 13e bataillon de chars de combat (commandant Le Merre - chars H 35)
  - 35e bataillon de chars de combat (commandant Ragaine - chars R 35)

- Groupe de bataillons de chars 519 : (lieutenant-colonel Aubry)
formé le 2 septembre 1939 à Maubeuge avec les 38e et 39e BCC.
  - 38e bataillon de chars de combat (commandant Chevrel - chars H 35)
  - 39e bataillon de chars de combat (commandant Pennec - chars R 35)

- Unités de réserve
  - 32e division d'infanterie (général Sevez)
  - 1re division cuirassée (général Bruneau)
  - Secteur fortifié de l'Escaut

- Corps de Cavalerie (général Prioux)
  - 329e régiment d'artillerie
  - 2e division légère mécanique (général Bougrain)
  - 3e division légère mécanique (général Langlois)

- IIIe corps d'armée (général de La Laurencie)
  - 6e groupe de reconnaissance de corps d'armée (GRCA)
  - 105e régiment d'artillerie lourde hippomobile (RALH)
  - 1re division d'infanterie motorisée (général de Camas)
  - 2e division d'infanterie nord-africaine (général Dame)

- IVe corps d'armée (général Aymes)
  - 7e groupe de reconnaissance de corps d'armée (GRCA)
  - 106e régiment d'artillerie lourde hippomobile (RALH)
  - 15e division d'infanterie motorisée (général Juin)
  - 1re division marocaine (général Mellier)

- Ve corps d'armée (général Félix Altmayer)
  - 3e groupe de reconnaissance de corps d'armée (GRCA)
  - 104e régiment d'artillerie lourde à tracteurs (RALT)
  - 12e division d'infanterie motorisée (général Janssen)
  - 5e division d'infanterie nord-africaine (général Agliany)
  - 101e division d'infanterie de forteresse (général Béjard)

### En 1944-1945

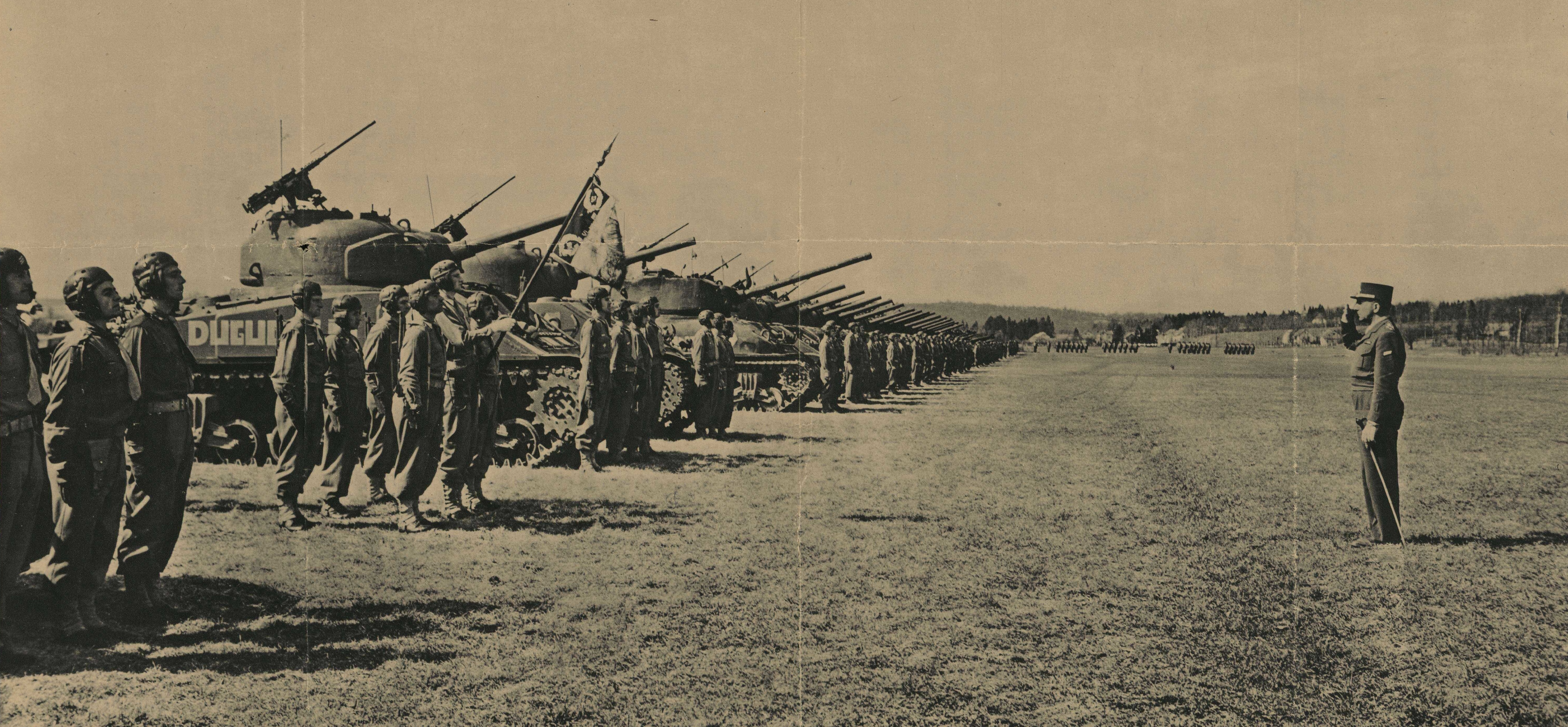
Le général de Lattre passant en revue le 5e régiment de chasseurs d'Afrique de la 1re division blindée le 13 novembre 1944.

Pendant cette période, la 1re armée française est le nom donné aux unités militaires placées sous les ordres du général de Lattre de Tassigny et assignées à la libération du territoire français.
Elle est d'abord connue sous le nom de « 2e armée » (26 décembre 1943) puis d'« armée B » à partir du 23 janvier 1944 avant de prendre en septembre 1944 le nom de 1re armée française.
C'est la composante principale de l'Armée française de la Libération.

## Après-guerre
À nouveau active durant la guerre froide, la 1re armée avait pour quartier général Metz puis Strasbourg (à partir de 1969) et comme QG fortifié l'ouvrage de Rochonvillers. 
Elle contrôlait l'ensemble du corps blindé mécanisée en France métropolitaine et en Allemagne de l'Ouest : les Ier, IIe et IIIe corps d'armée, ainsi que des unités directement rattachées, comme les régiments d'artillerie servant les armes nucléaires tactiques — le missile Pluton — durant les années 1980.
Cette grande unité représentait dans les années 1980 une force de l’ordre de 200 000 hommes, 1 500 chars, 400 hélicoptères et 500 pièces d’artillerie.
En 1990, son état-major quitte Strasbourg et s'installe au château de Mercy à Mercy-lès-Metz,.
La 1re armée est dissoute en 1993[réf. nécessaire].